# Elecciones a la Asamblea de Extremadura de 2007
Las elecciones a la Asamblea de Extremadura de 2007 tuvieron lugar el 27 de mayo de dicho año, coincidiendo con las elecciones a los parlamentos de todas las comunidades autónomas salvo Andalucía, Cataluña, Galicia y País Vasco y con las municipales en toda España.

## Precampaña electoral
Juan Carlos Rodríguez Ibarra, presidente de la Junta de Extremadura desde 1982, anunció el 19 de septiembre de 2006 que no se volvería a presentar a las elecciones de 2007 debido a problemas de salud. El nuevo candidato del PSOE, Guillermo Fernández Vara, que era consejero de Sanidad y Consumo, fue presentado como nuevo candidato al día siguiente de la comunicación de Ibarra.
El asunto más importante de la campaña fue la polémica creada en torno a la construcción de una refinería en Los Santos de Maimona (provincia de Badajoz), promovida por el grupo industrial de Alfonso Gallardo, la Refinería Balboa, que es apoyada por el PSOE y por la Junta de Extremadura (a través de la Sociedad de Fomento Industrial de Extremadura). La oposición, PP e IU, se oponen, alegando el impacto negativo que esto supondría por el medio ambiente.
Al contrario que en otras comunidades autónomas, en Extremadura no se ha debatido ni se ha previsto debatir una posible reforma de la estatuto de autonomía.

## Candidaturas
Se presentaron a estas elecciones once candidaturas. Cinco de ellas lo hicieron en ambas provincias: PSOE-Regionalistas, Partido Popular-Extremadura Unida (PP-EU), Izquierda Unida-Socialistas Independientes de Extremadura (IU-SIEX), Independientes por Extremadura (IPEX) y Los Verdes de Extremadura (LV). Tres más lo hicieron solo por Badajoz: Partido Comunista de los Pueblos de España (PCPE), Centro Democrático y Social (CDS) y Partido Humanista (PH). Y otras tres solo por Cáceres: Unión del Pueblo Extremeño (UPEX), Iniciativa Habitable (I.H.) y Ciudadanos en Blanco (CenB)

### Partido Socialista Obrero Español-Regionalistas
El Partido Socialista Obrero Español (PSOE) esperaba revalidad la mayoría absoluta de que disponía en la comunidad, a pesar de no presentar como candidato a la presidencia a Juan Carlos Rodríguez Ibarra, que había anunciado su retirada. El candidato fue el entonces consejero de Sanidad y Consumo, Guillermo Fernández Vara, considerado más próximo a la dirección federal que el propio Ibarra.
El PSOE decidió mantener su coalición con Coalición Extremeña, en vigor desde 2003 y presentarse con el nombre PSOE-Regionalistas, en lugar del PSOE-Progresistas de la anterior convocatoria electoral autonómica.

### Partido Popular-Extremadura Unida
El Partido Popular (PP), principal partido de la oposición se presentó en coalición con los regionalistas de Extremadura Unida (EU), tras haber alcanzado un pacto en mayo de 2006 para presentarse conjuntamente.
Su programa se oponía al proyecto de la Refinería Balboa, que consideran una actividad económica obsoleta, pero a principios del año 2008 su candidato a la presidencia, José Antonio Monago, ha declarado su apoyo a la instalación de la refinería. Su candidato a la presidencia era el líder del partido en Extremadura Carlos Floriano.

### Izquierda Unida - Socialistas Independientes de Extremadura
La coalición progresista formada por Izquierda Unida-Compromiso por Extremadura (IU-CE) y Socialistas Independientes de Extremadura (SIEX) y que con tres diputados, era la tercera fuerza política en Extremadura, se volvió a presentar con el objetivo de influir en el siguiente gobierno autonómico. Se oponía a la construcción de la Refinería Balboa por motivos medioambientales. Su candidato a la presidencia era Victor Casco.

## Encuestas
Las encuestas realizadas durante la campaña preveían una cómoda victoria del PSOE, si bien a la baja y sin tener clara la revalidación de la mayoría absoluta, fijada en 33 escaños. Los resultados de las encuestas de Opiniometro (encargada por El Periódico de Extremadura) y del Instituto Opina (encargada por el PSOE) fueron los siguientes:
| Candidatura | Candidatura                                                 | Resultados de las elecciones de 2003 | Opiniometro     | Instituto Opina |
| ----------- | ----------------------------------------------------------- | ------------------------------------ | --------------- | --------------- |
|             | Partido Socialista Obrero Español                           | 36 escaños                           | 32 - 33 escaños | 35 escaños      |
|             | Partido Popular                                             | 26 escaños                           | 29 - 30 escaños | 29 escaños      |
|             | Izquierda Unida - Socialistas Independientes de Extremadura | 3 escaños                            | 3 escaños       | 1 escaño        |

## Resultados
Con un censo de 893.547 electores, los votantes fueron 669.752 (75,0%) y 223.795 las abstenciones (25,0%). El PSOE ganó por mayoría absoluta, y consiguió el nombramiento de su candidato, Guillermo Fernández Vara, como presidente de la Junta. Izquierda Unida desapareció de la Asamblea y fue la primera vez en la existencia del parlamento autonómico en la que sólo existieron dos grupos parlamentarios.
Aparte, se contabilizaron 7.926 (1,2%) votos en blanco.
| ← Elecciones a la Asamblea de Extremadura de 2007 → |                                                                     |                             |         |       |         |     |
| Presidente y gobierno | Partido                                                             | Candidato                   | Votos   | %     | Escaños | +/- |
| - Presidente: Guillermo Fernández Vara - Gobierno: PSOE - Censo: 893.547 - Votantes: 669.752 (75,0%) - Abstención: 223.795 (25,0%) - Válidos: 664.854 - A candidatura: 656.928 (98,8%) | PSOE-Regionalistas (PSOE-REGIONALISTAS)a                            | Guillermo Fernández Vara    | 352.342 | 53,63 | 38b     | +2  |
| - Presidente: Guillermo Fernández Vara - Gobierno: PSOE - Censo: 893.547 - Votantes: 669.752 (75,0%) - Abstención: 223.795 (25,0%) - Válidos: 664.854 - A candidatura: 656.928 (98,8%) | Partido Popular-Extremadura Unida (PP-EU)                           | Carlos Floriano             | 257.392 | 39,18 | 27c     | +1  |
| - Presidente: Guillermo Fernández Vara - Gobierno: PSOE - Censo: 893.547 - Votantes: 669.752 (75,0%) - Abstención: 223.795 (25,0%) - Válidos: 664.854 - A candidatura: 656.928 (98,8%) | Izquierda Unida-Socialistas Independientes de Extremadura (IU-SIEX) | Víctor Casco                | 30.028  | 4,57  | 0       | -3  |
| - Presidente: Guillermo Fernández Vara - Gobierno: PSOE - Censo: 893.547 - Votantes: 669.752 (75,0%) - Abstención: 223.795 (25,0%) - Válidos: 664.854 - A candidatura: 656.928 (98,8%) | Independientes por Extremadura (IPEX)                               | Justo Antonio Sánchez       | 8.389   | 1,28  | 0       |     |
| - Presidente: Guillermo Fernández Vara - Gobierno: PSOE - Censo: 893.547 - Votantes: 669.752 (75,0%) - Abstención: 223.795 (25,0%) - Válidos: 664.854 - A candidatura: 656.928 (98,8%) | Los Verdes de Extremadura (LV)                                      | Mª Josefa Martínez Perpiñán | 4.082   | 0,62  | 0       |     |
| - Presidente: Guillermo Fernández Vara - Gobierno: PSOE - Censo: 893.547 - Votantes: 669.752 (75,0%) - Abstención: 223.795 (25,0%) - Válidos: 664.854 - A candidatura: 656.928 (98,8%) | Unión del Pueblo Extremeño (UPEX)                                   |                             | 1.520   | 0,23  | 0       |     |
| - Presidente: Guillermo Fernández Vara - Gobierno: PSOE - Censo: 893.547 - Votantes: 669.752 (75,0%) - Abstención: 223.795 (25,0%) - Válidos: 664.854 - A candidatura: 656.928 (98,8%) | Iniciativa Habitable (IH)                                           |                             | 958     | 0,15  | 0       |     |
| - Presidente: Guillermo Fernández Vara - Gobierno: PSOE - Censo: 893.547 - Votantes: 669.752 (75,0%) - Abstención: 223.795 (25,0%) - Válidos: 664.854 - A candidatura: 656.928 (98,8%) | Partido Comunista de los Pueblos de España (PCPE)                   |                             | 903     | 0,14  | 0       |     |
| - Presidente: Guillermo Fernández Vara - Gobierno: PSOE - Censo: 893.547 - Votantes: 669.752 (75,0%) - Abstención: 223.795 (25,0%) - Válidos: 664.854 - A candidatura: 656.928 (98,8%) | Ciudadanos en Blanco (CenB)                                         |                             | 499     | 0,08  | 0       |     |
| - Presidente: Guillermo Fernández Vara - Gobierno: PSOE - Censo: 893.547 - Votantes: 669.752 (75,0%) - Abstención: 223.795 (25,0%) - Válidos: 664.854 - A candidatura: 656.928 (98,8%) | Centro Democrático y Social (CDS)                                   |                             | 445     | 0,07  | 0       |     |
| - Presidente: Guillermo Fernández Vara - Gobierno: PSOE - Censo: 893.547 - Votantes: 669.752 (75,0%) - Abstención: 223.795 (25,0%) - Válidos: 664.854 - A candidatura: 656.928 (98,8%) | Partido Humanista (PH)                                              |                             | 370     | 0,06  | 0       |     |
| - Presidente: Guillermo Fernández Vara - Gobierno: PSOE - Censo: 893.547 - Votantes: 669.752 (75,0%) - Abstención: 223.795 (25,0%) - Válidos: 664.854 - A candidatura: 656.928 (98,8%) | En blanco                                                           | N/A                         | 7.926   | 1,2   | N/A     | N/A |
| - Presidente: Guillermo Fernández Vara - Gobierno: PSOE - Censo: 893.547 - Votantes: 669.752 (75,0%) - Abstención: 223.795 (25,0%) - Válidos: 664.854 - A candidatura: 656.928 (98,8%) | Nulos                                                               | N/A                         |         |       | N/A     | N/A |

aEn coalición con Coalición Extremeña.

b3 de los 38 pertenecen a Coalición Extremeña.

c2 de los 27 pertenecen a Extremadura Unida.

### Investidura del presidente de la Junta de Extremadura
| Candidato                                 | Fecha                                                   | Voto |    |    | Total |
| ----------------------------------------- | ------------------------------------------------------- | ---- | -- | -- | ----- |
| Guillermo Fernández Vara (PSOE-E-SIEX)    | 27 de junio de 2007 Mayoría requerida: Absoluta (33/65) | Sí   | 37 |    | 37/65 |
| Guillermo Fernández Vara (PSOE-E-SIEX)    | 27 de junio de 2007 Mayoría requerida: Absoluta (33/65) | No   |    | 27 | 27/65 |
| Faltó a la votación un diputado del PSOE. |                                                         |      |    |    |       |